# مجموعه ورزشی تانچئون
مجموعه ورزشی تانچئون سئونگنام یک مجموعه ورزشی چند منظوره که در سئونگنام، کره جنوبی واقع شده است. ورزشگاه گنجایش ۲۰٬۰۰۰ هزار نفر را دارا است و میزبان بازی های خانگی باشگاه سئونگنام ایلهوا چونما در رقابت های کی لیگ است.

نام دیگر مجموعه ورزشی سئونگنام ۲ بود اما در سال ۲۰۰۶ به مجموعه ورزشی تانچئون تغییر یافت، پس از جریان نامگذاری، نام تانچئون، در کنار اسم ورزشگاه قرار گرفت.

## تصاویر

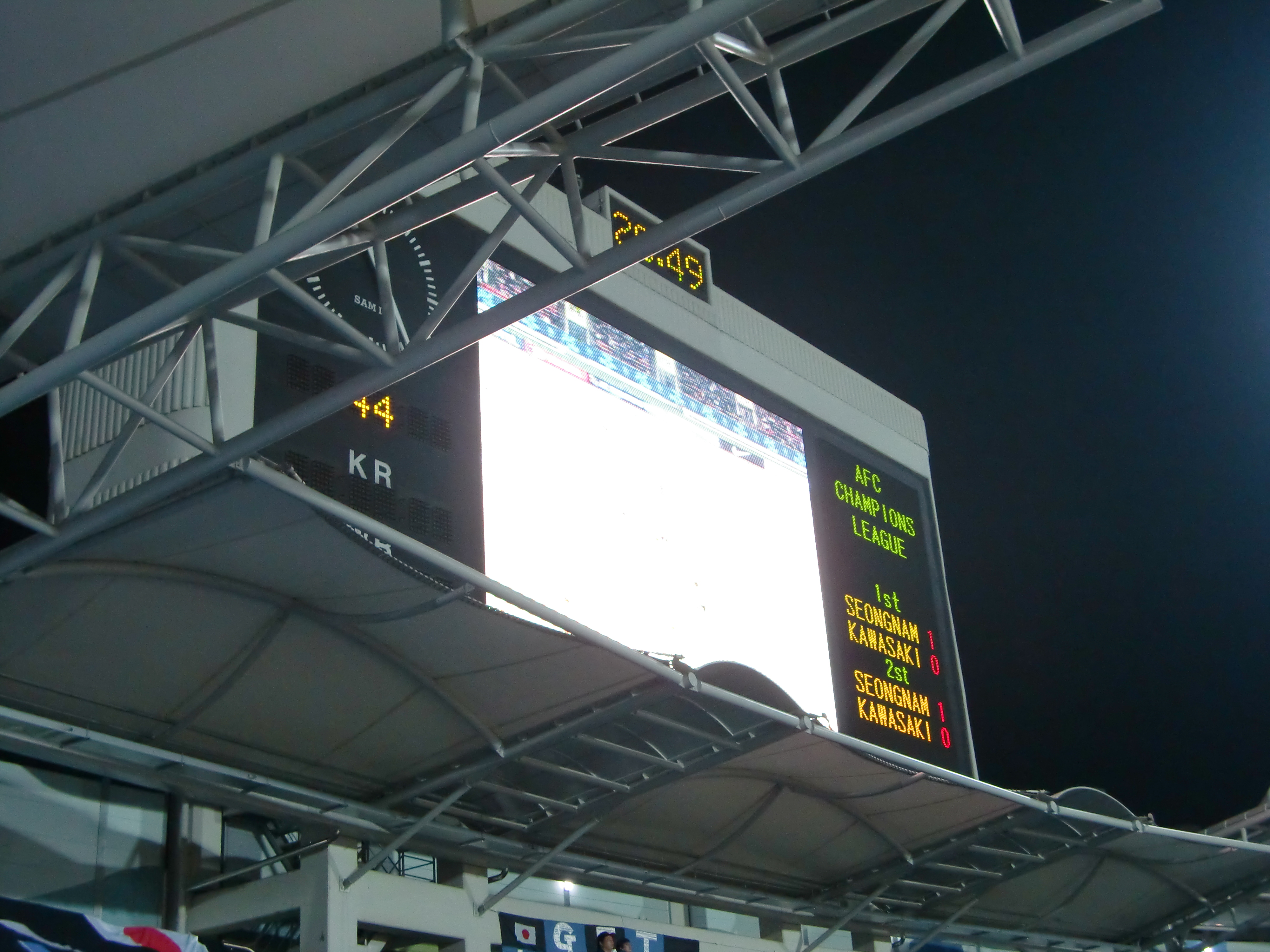
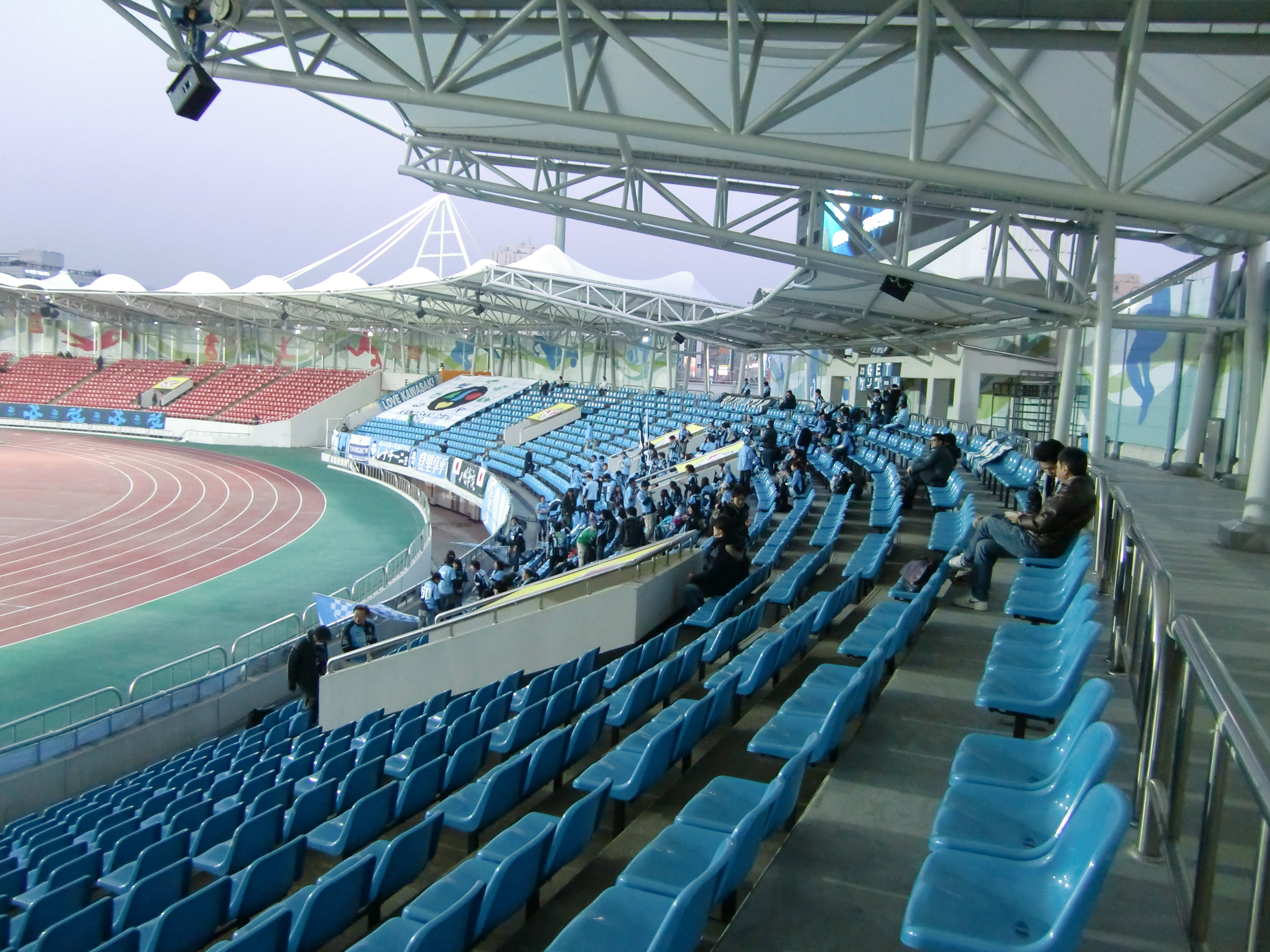
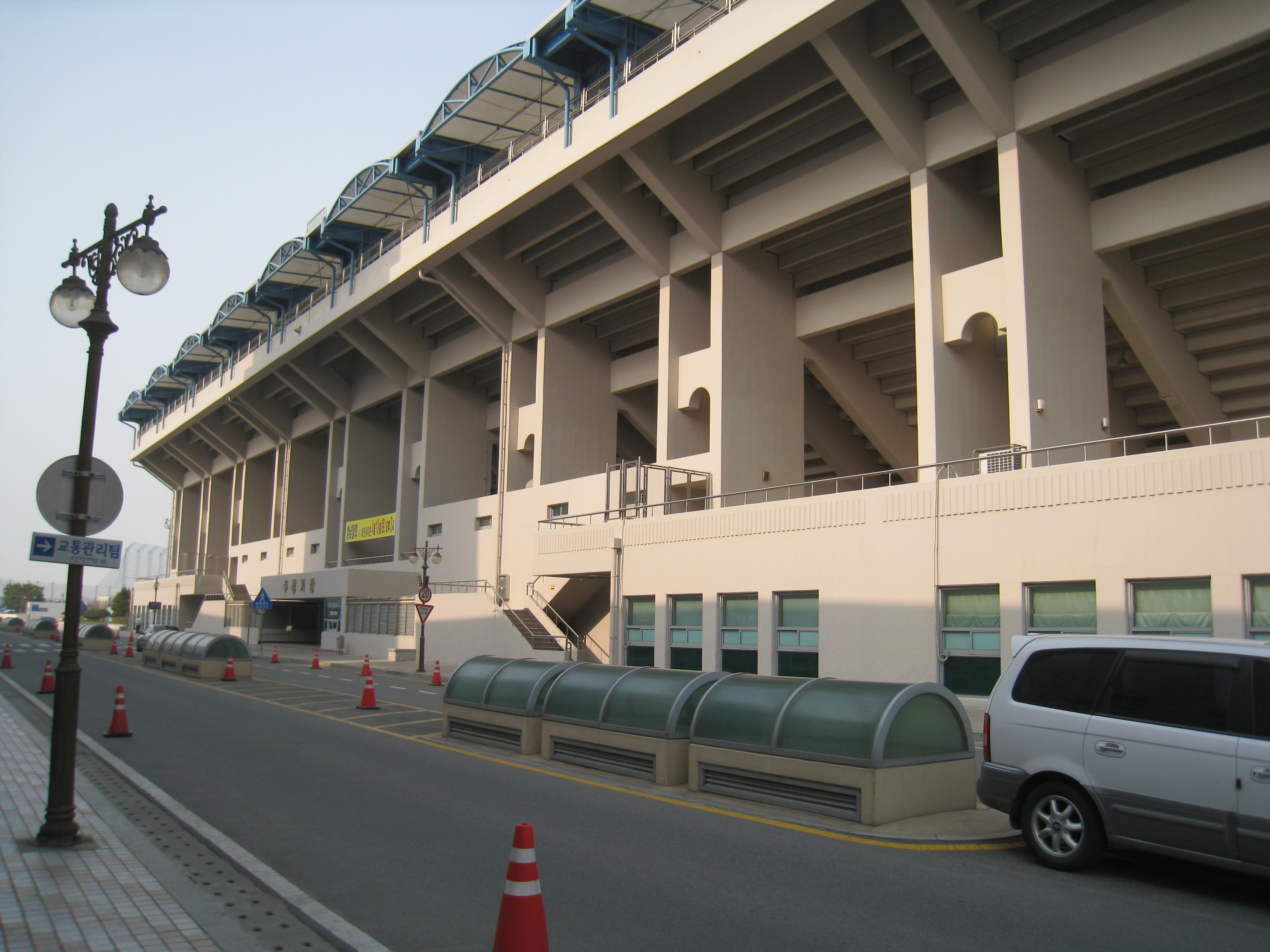
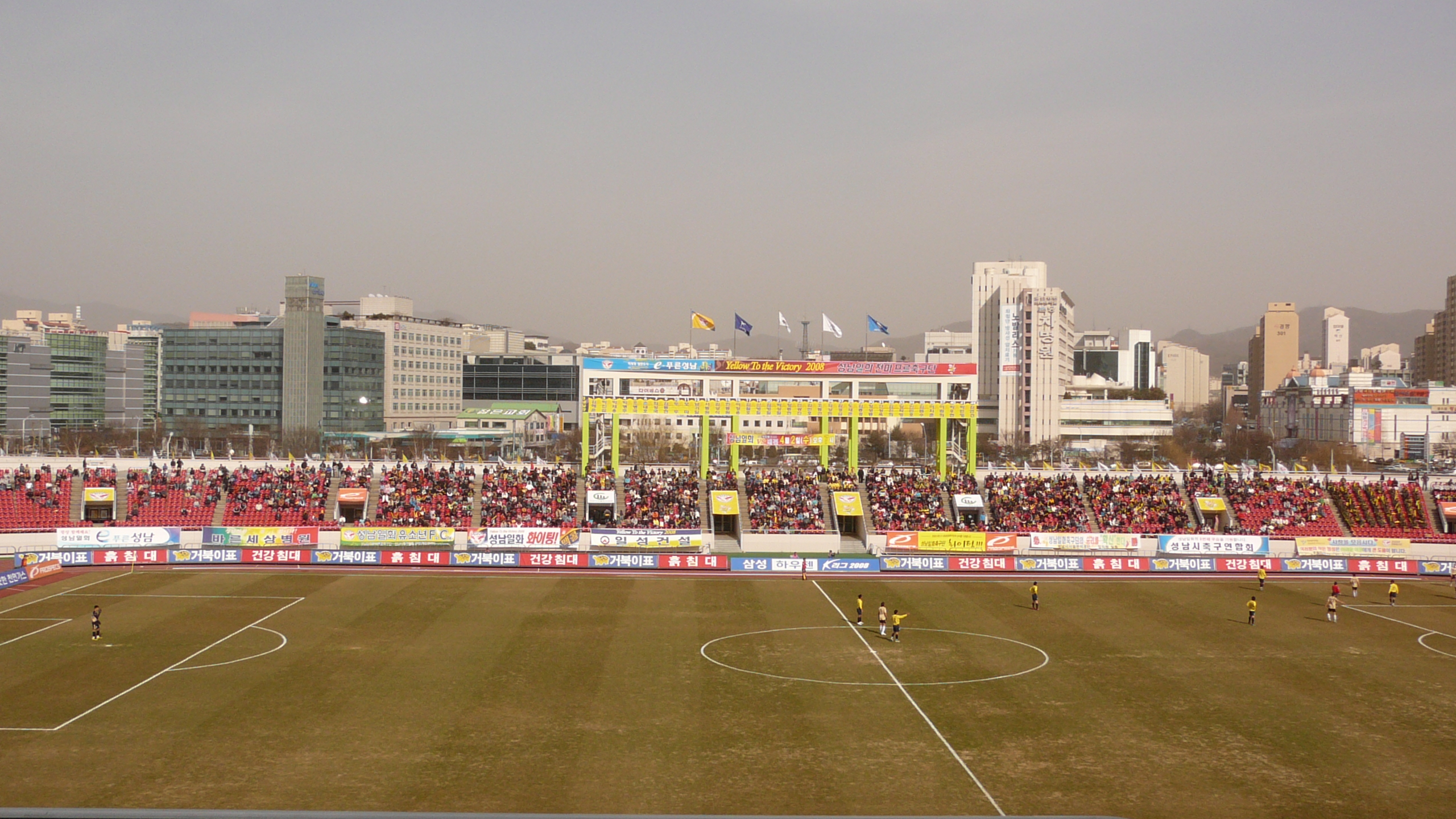